# De Cock en het dodelijk akkoord
De Cock en het dodelijk akkoord is het zestiende deel van de De Cock-serie.

## Verhaal
Rechercheur Dick Vledder stelt grijnzend vast dat zijn collega de Cock er de smoor in heeft. De Cock weet niet meer precies waar hij Jan-Willem Hoffmann beroepsmatig van kent. Laatstgenoemde is in het Rembrandtpark, in het zesde politiedistrict, dood aangetroffen met drie kogels rond zijn hart. Jan-Willem is de schoonzoon van Handige Henkie, een goede vriend van de rechercheur, getrouwd met Jozefien ter Haar. Henkie is gisteravond laat bij de familie de Cock aan huis gekomen om al zijn zorgen te bespreken. En nu heeft De Cock een afspraak met Jozefien in het Bijenkorfrestaurant.
Jozefien woont in Amstelveen en heeft twee kinderen en had de laatste jaren een slecht huwelijk. Jan-Willem was een oude vermogende vrijgezel die zich een vrouw kocht. De laatste jaren sloeg en vernederde hij zijn vrouw, zodat de omgeving wel begreep dat zijn vrouw hem dood wenste. De Cock vraagt haar dan ook indringend zonder antwoord te krijgen.
Terug aan het bureau Warmoesstraat zit Rooie Bakker, een neef van de vrouw van Handige Henkie, en een man van achter in de veertig, te wachten. Naast zijn WAO-uitkering leeft hij van chantage. Hij meldt De Cock dat hij Jozefien een huurmoord heeft aangeboden, maar dat zij dat pertinent weigerde. En dat verhaal vertelt hij nu om zijn ouwe gabber Handige Henkie te ondersteunen. Een telexbericht vertelt de twee rechercheurs dat Jozefien inmiddels is gearresteerd.
De Cock gaat nu persoonlijk poolshoogte nemen bij zijn collega’s aan de Lodewijk van Deysselstraat. Rechercheur Pieter Arend van Wijngaarden heeft gegronde redenen. De schoonouders van Jozefien hadden verteld dat het leven van hun zoon ernstig gevaar liep. Jozefien zocht voor f10000 een huurmoordenaar. Uit de beschrijving van Pieter Arend herkent De Cock Rooie Bakker, een rat! Maar Rooie Bakker zit nu toch wel zelf in de problemen en De Cock gunt hem die van harte. De Cock vertelt aan Handige Henkie dat Rooie Bakker f3000 heeft gekregen van de schoonouders van Jozefien voor zijn belastende vertelsels. De Cock waarschuwt Handige Henkie de ‘Rooie’ wel te vinden maar niet te veel te verkreukelen. Want hij moet zijn verklaringen nog netjes kunnen intrekken.
Binnen het district Warmoesstraat wordt aan de Lastageweg een identiek lijk gevonden. Politiefotograaf Bram van Wielingen bevestigt de overeenkomst, ook drie kogels door het hart en drie kogelhulzen. Het is Alexander Peetersen, een 42-jarige accountant. Hij heeft al zijn bezittingen nog bij zich waaronder een kaart van Amsterdam met een kruisje op de plek van de moord. Terwijl Vledder bij de sectie zal vragen of er rijst in de maag van het slachtoffer zat, rijdt De Cock met veel tegenzin de politieVW naar Purmerend, naar het Reigerspark. De weduwe van Alexander vertelt hem daar over vrouwen en schulden, die hun huwelijk onmogelijk maakten. Bovendien had haar man al een jaar lang een serieuze verhouding met een del uit de goot, Jozefien uit Amstelveen. Terug in Amsterdam praat Dick Vledder De Cock bij over de sectie. Grote overeenkomsten tussen de twee moorden, en deze keer rijst in de maag. Rechercheur Fred Prins is bezig de Chinese restaurants uit te pluizen. En Pieter Arend van Wijngaarden vertelt aan De Cock dat hij een minnaar van Jozefien op het spoor is. Tot zijn verbijstering heeft De Cock de man met naam en toenaam al dood gevonden in een sectielokaal. In haar cel krijgt de Cock nog wel de gelegenheid om een verbijsterd Jozefien bij te praten, die elke betrokkenheid blijft ontkennen.
Dick Vledder haalt boven water dat beide slachtoffers een kaart van Amsterdam met een kruisje op zak hadden. En in hun agenda stond eenzelfde telefoonnummer van psychiater De Beaumonde aan de Keizersgracht, die 5 jaar geleden is overleden. En het hoofd van de administratie, Aad van Ishoven, vertelt hoe de Cock het gezicht van Jan-Willem zich kon herinneren. Hij was maanden geleden langs geweest om een geval van chantage te bespreken met rechercheur Riggelink. Tot een aangifte kwam het niet. Zijn moeie voeten nopen De Cock zich naar zijn vriend Smalle Lowietje te begeven. Laatstgenoemde weet niet meer te vertellen dan dat Rooie Bakker pochte over een aanstaande grote klapper.
Fred Prins weet intussen waar Alexander de avond voor zijn dood heeft gegeten. Chinees restaurant Lotus aan de Binnen Bantammerstraat. Samen met een gedistingeerde lange heer van rond de 50. Alexander was er het eerst en ging ook tien minuten eerder weg. Commissaris Buitendam werkt zichzelf in de nesten. Hij draagt De Cock op het onderzoek naar de eerste moord ook op zich te nemen. Het eerste wat De Cock vervolgens doet is Jozefien vrijlaten, tegen de zin van zijn commissaris. Jozefien weet nog wel te bevestigen dat haar echtgenoot tot 5 jaar geleden patiënt was bij psychiater De Beaumonde.
Charles Paul de Beaumonde werd 67 jaar en stierf aan het hartverlamming. Op het oude praktijkadres aan de Keizersgracht woont zijn veel jongere weduwe, Estella van Breevoorde. Zij was zijn tweede vrouw. Uit zijn eerste huwelijk had de psychiater een zoon. Hij werd weduwnaar en hertrouwde. Estella heeft herinneringen aan de twee slachtoffers. Ze kent trouwens alle patiënten van haar overleden man, want zij deed de financiële administratie. De patiëntenkaartenbak is toegankelijk. Maar de medische kluis, die ze de Doos van Pandora noemt, is ongeopend gebleven. Ze deelt de twee rechercheurs mee dat ze die ochtend zelf een dreigbrief heeft ontvangen. ‘Vlucht, als uw leven u lief is’.
Uit het water van de Oude Waal wordt Rooie Bakker opgevist. Volgens de dienstdoende agent heeft een man met een muizensmoeltje hem verteld dat De Cock hem zocht. Ook dit slachtoffer heeft drie kogelgaten rond zijn hart. Zwarte Jopie,zijn levenspartner, weet te vertellen dat hij iemand chanteerde met travestie-foto's. 100.000 Gulden, dat was de prijs die betaald zou worden. Ook in de agenda van Rooie Bakker vindt Vledder het telefoonnummer van de psychiater, maar bij hem is het nummer er later in het jaar bijgeschreven. Verder heeft ook hij een kaart van Amsterdam met een kruisje en zijn er weer drie kogelhulzen gevonden.
Op het bureau meldt zich een jongeman van achter in de twintig, Felix de Beaumonde. Hij doet een boekje open over zijn stiefmoeder. Ze huurt gigolo’s. Vanmiddag heeft ze een tweede brief ontvangen. De tekst luidde: "VLUCHT ... U bent te jong om te sterven." Estella ging daarna naar haar moeder in Bloemendaal. Vervolgens komt een schichtige Smalle Lowietje persoonlijk de recherchekamer binnen. Een onbekende klant had hem gevraagd waar hij elf vuurwapens kon kopen. Type oude aristocraat, mager, een jaar of vijftig, met veel geld op zak. Als de caféhouder weg is geeft De Cock Vledder opdracht de moeder van Estella in Bloemendaal te bellen. Als dat niet lukt belt Dick Vledder met de politie ter plaatse. Daarvandaan komt de boodschap dat een half uur eerder Estella vermoord is gevonden in de duinen.
De Cock stuurt Dick Vledder naar de collega’s in Bloemendaal. Hij mag alles vertellen wat hij weet over Estella, maar niets over de andere drie moorden die het bureau Warmoesstraat onderzoekt. Bovendien moet hij de collega’s een poosje uit Amsterdam houden. Om zijn woorden kracht bij te zetten zegt De Cock dat desnoods al hun banden moeten worden lekgestoken. De Cock chanteert Handige Henkie om nog een keer voor inbreker te spelen, het gaat immers om de eer van zijn dochter. Ze breken de kluis, de doos van Pandora, open in het pand aan de Keizersgracht. In de kluis staan honderden cassettebanden. Dertien ontbreken er en zijn met enig recherchewerk te duiden vanuit de patiëntenadministratie. Maar het inbrekersduo wordt gestoord. De Cock stuurt zijn handlanger Handige Henkie onder dank het pand uit. Zelf komt hij oog in oog te staan met Robbie van der Waal, een inwonende gigolo.
Dick Vledder beschrijft de moord op Estella. Ze was vastgebonden aan een boom en geraakt door 11 kogels, waarvan 2 dodelijk. 7 Hulzen gevonden, 7 pistolen, dus 4 revolvers gebruikt. Dat zijn de elf vuurwapens van Smalle Lowietje. De Cock geeft Vledder opdracht naar Enkhuizen te rijden. Daar woont ene Mildrid van Vlissingen aan het Snouck van Loosenpark. Ze geeft toe patiënte van de Amsterdamse psychiater te zijn geweest en de Cock vraagt haar waarom ze Estella de waarschuwingsbrieven heeft geschreven? Mildred hoopte dat ze zou kunnen vluchten. Een groep van elf mensen, waaronder zijzelf, had besloten haar om te brengen. ” Een dodelijk akkoord”. De Cock legt zijn (patiënten)kaarten nu op tafel. Er waren er 13. Twee van hen zijn dood. De rechercheur zoekt een lange schrale man, de leider. Hij vraagt Mildred een kruisje op een van de 11 kaarten te zetten. Bij een diner legt de Cock aan Vledder uit hoe hij Mildrid vond. Er waren 13 ontbrekende cassettebandjes. Twee personen zijn dood. Het poststempel van de eerste dreigbrief kwam uit Enkhuizen. Daar woont als enige Mildrid.
Het blijkt dat Mildrid op elf kaarten een kruisje heeft gezet. Maar van de elf zijn er zes vrouwen en maar twee mannen van rond de 50. Bartholomeus Verbruggen en Frederik van Dendermonde. Laatstgenoemde meldt zich bovendien persoonlijk in de recherchekamer als leider van de groep van 11. Hij heeft gezien dat Estella Jan-Willem en Alexander persoonlijk doodschoot. Ze chanteerde de groep van 11 met hun medische dossiers. Hun verbindend kenmerk was hypnosetherapie. Ze bleven regelmatig bij elkaar komen. Een jaar na het overlijden van de psychiater begonnen de chantagepogingen, brieven ondertekend met Estella. De Cock laat de tipgever&moordenaar nog even vertrekken onder de waarschuwing dat er een heel vervelende verrassing aankomt.
Volgens Dick Vledder is de zaak opgelost. De collega’s in Bloemendaal krijgen de 11 namen op een presenteerblaadje. De Cock wil 48 uur respijt. Na 2 dagen duikt hij weer op en is aangenaam verrast dat niemand hem nog heeft gemist. Hij gaat een moord uitlokken. Daartoe heeft hij assistentie nodig van de rechercheurs Fred Prins, Emiel de Boer en Bert Riggelink. Frederik van Dendermonde is er getuige van dat Estella de Beaumonde Bert Riggelink aanvalt. Maar De Cock trekt een zwarte pruik van het hoofd en staat oog in oog met Felix de Beaumonde.
Bij de nabespreking bij hem thuis heeft De Cock medelijden met Frederik van Dendermonde, de leider van het moordcommando op Estella. Travestie was het sleutelwoord, een man die zich als vrouw verkleedt. Felix had de sleutel van zijn vaders brandkast. Felix pleegde de eerste drie moorden. De inwonende gigolo Robbie wist van de travestie en had Rooie Bakker ingeschakeld. De Cock heeft Felix thuis in Blaricum opgezocht. Hij vertelde hem dat hij de moordenaar van zijn stiefmoeder spoedig zou vatten via de getuigenis van een gigolo. Tegelijkertijd eiste die gigolo f100.000 van Felix voor een travestiefoto om naar het buitenland te kunnen vertrekken. Een afspraak werd gemaakt. Een plattegrond van Amsterdam met een kruisje. Bert Riggelink als gigolo. Rechercheur Fred Prins ging boven op de arrestant zitten.
Aan het eind van de avond vindt de Cock dat hij oud wordt, maar zijn vrouw zegt dat hij eeuwig jong blijft.

## Voetnoot
1. ↑  Commissaris Buitendam had dat al afgesproken met zijn collega van het zesde district.